# Hornschnecken
Die Hornschnecken (Buccinidae) sind eine große und diverse Familie, fast ausschließlich mariner Schnecken, die in allen Weltmeeren vorkommen. Fast alle Vertreter der Familie sind Räuber oder Aasfresser, die vom Flachwasserbereich bis in die Tiefsee vorkommen.

## Merkmale
Die Gehäuse sind meist rechtsgewunden; einige wenige Arten sind aber auch linksgewunden. Die Größe reicht von etwa 1 cm (Pisania unicolor) bis zu 25 cm (z. B. Penion maximus). Die Gehäuse sind rundlich bis hochkonisch und meist mehr oder weniger stark ornamentiert. Die Ornamentierung besteht häufig aus Axialrippen, z. T. mit Knoten und Spiralstreifen, sie kann aber auch fast fehlen. Stacheln (wie bei den nahe verwandten Stachelschnecken) werden generell nicht gebildet. Bei wenigen Arten werden Varizen gebildet, das sind ringförmige Gehäuseverdickungen. Die Mündungen sind unterschiedlich groß in Relation zur Gehäusegröße. In die Mündung können Mündungszähne hineinragen, einige Arten bilden Spindelfalten aus. Der Siphonalausguss ist meist kurz oder mäßig lang; nur bei einer Gattung auch sehr lang (Penion). Flachwasserarten können ausgeprägte Farbmuster aufweisen. Das Operculum ist hornig.

## Lebensweise, Vorkommen und Verbreitung
Die Buccinidae sind weltweit von den Tropen bis in die arktischen Gewässer verbreitet. Sie kommen fast ausschließlich im marinen Milieu vor. Nur wenige Arten dringen auch ins Brackwasser vor. Die Gattung Clea, zu der die Raubturmdeckelschnecke gehört, lebt im Süßwasser (Mekong). Der tiefenmäßige Verbreitungsschwerpunkt der Buccinidae liegt im Sublitoral und im Bathyal, wobei manche Arten eine sehr große Tiefentoleranz haben, z. B. die Wellhornschnecke (Buccinum undatum) vom flachen Sublitoral bis in 1500 m Tiefe, ähnlich auch die Gemeine Spindelschnecke (Neptunea antiqua). Calliloconcha knudseni wurde in 5480 m Tiefe gefunden. Flachwasserarten kommen häufig in oder in der Nähe von Korallenriffen vor. In der Gezeitenzone der nordamerikanischen Atlantikküste findet man die Gattungen Busycon und Busycotypus, an der Pazifikküste Kelletia kelletii.

## Lebenszyklus
Die Buccinidae sind wie die meisten Vorderkiemerschnecken getrenntgeschlechtlich. Die Eier entwickeln sich in Eikapseln, in denen sie durch Nähreier versorgt werden. Da das Stadium der Veliger in den Kapseln durchlaufen wird, schlüpfen aus diesen fertige Jungschnecken.

## Ernährung
Die Arten der Buccinidae sind Räuber oder Aasfresser. Sie erbeuten andere Schnecken (Gastropoda), Muscheln (Bivalvia), Krebstiere (Crustacea) und Vielborster (Polychaeta). Einige Arten ernähren sich auch von Aas, vor allem von toten Fischen. Von einer Art ist bekannt, dass sie mit Hilfe ihrer Radula Muscheln anbohrt. Von einer weiteren Art wird berichtet, dass sie Stachelhäuter (Echinodermata) frisst.

## Systematik
Nach Bouchet und Rocroi (2005) ist die Familie Buccinidae eine von sechs Familien in der Überfamilie Buccinoidea. Sie unterteilen die Familie Buccinidae in sechs Unterfamilien, die z. T. weiter in zahlreiche Tribus untergliedert werden:
- Buccininae Rafinesque, 1815
  - Buccinini Rafinesque, 1815
  - Ancistroledidini Habe & Sato, 1973
  - Buccinulini Finlay, 1928
  - Colini Gray, 1857
  - Cominellini Gray, 1857
  - Liomesini Fischer, 1884
  - Parancistroledidini Habe, 1972
  - Prosiphonini Powell, 1951
  - Volutopsiini Habe & Sato, 1973
- Beringiinae Golikov & Starobogatov, 1975
- Busyconinae Wade, 1917
  - Busyconiini Wade, 1917
  - Busycotypini Petuch, 1994
- Donovaniinae Casey, 1904
- Pisaniinae Gray, 1857
- Siphonaliinae Finlay, 1928
- Gattungen, derzeit ohne Zuordnung zu Unterfamilie (Auswahl)[1]
  - Clea Adams, 1855
    - Raubturmdeckelschnecke, 1847